# Deyrolle (taxidermie)
Pour les articles homonymes, voir Deyrolle.
La maison Deyrolle est une institution dans le domaine des sciences naturelles et de la pédagogie. C’est l'une des plus célèbres maisons d'entomologie et de taxidermie de Paris. Aujourd’hui, Deyrolle est une boutique et un cabinet de curiosités ouvert au public, référence dans le domaine de la taxidermie, de l’entomologie et des sciences naturelles, dont la vocation est notamment de donner à voir les beautés de la nature. Deyrolle est aussi engagé dans la pédagogie et l’art.

## Histoire

### Depuis 1831

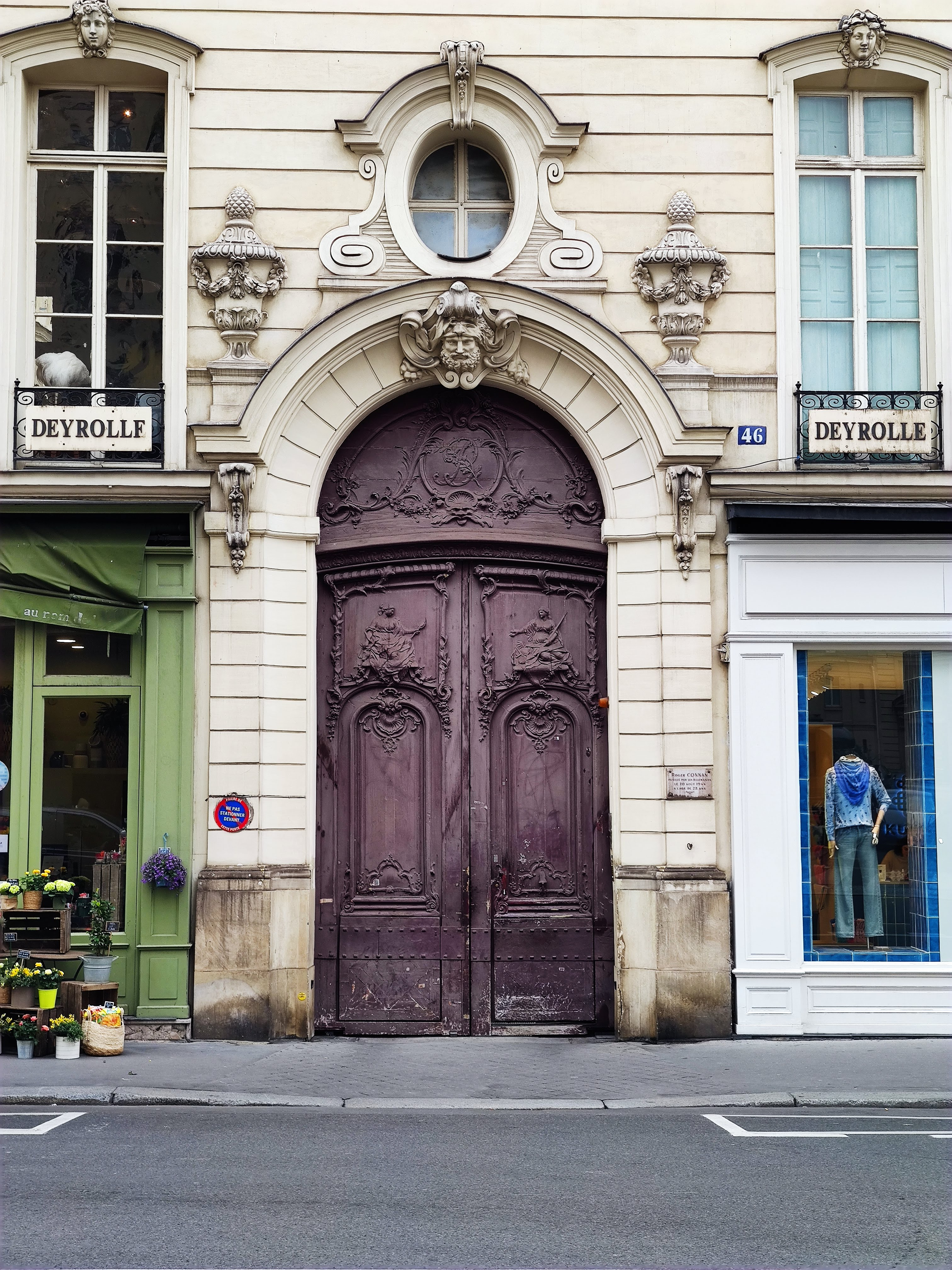
46, rue du Bac, Paris.

Deyrolle a été fondée en 1831 par Jean-Baptiste Deyrolle, 23, rue de la Monnaie. Installée définitivement le 1er avril 1888, sous la direction d'Émile Deyrolle, petit-fils du fondateur Jean-Baptiste Deyrolle rapidement relayé par son fils Achille Deyrolle, au 46, rue du Bac dans un hôtel particulier édifié en 1697-1699 pour Jean-Baptiste Voille par un des Bruand (voir Libéral Bruand). L'hôtel particulier a été profondément transformé en 1739 pour Samuel-Jacques Bernard, fils du banquier de Louis XIV Samuel Bernard (7e arrondissement). Au-delà de son matériel scientifique, collections de minéraux, coquillages, lépidoptères et insectes, fossiles, animaux naturalisés et outils préhistoriques, Deyrolle fournit aux écoles et universités de France de grandes planches et cartes murales destinées à illustrer les leçons des enseignants (Musée scolaire Deyrolle).
En 1995, le peintre Richard Marolle acquiert la Maison Deyrolle, cette institution parisienne bicentenaire qui imposa les sciences naturelles à l'école au XIXe siècle. Depuis longtemps le bruit courait que la vénérable maison parisienne allait être vendue.
En 2001, Louis Albert de Broglie reprend la société. 

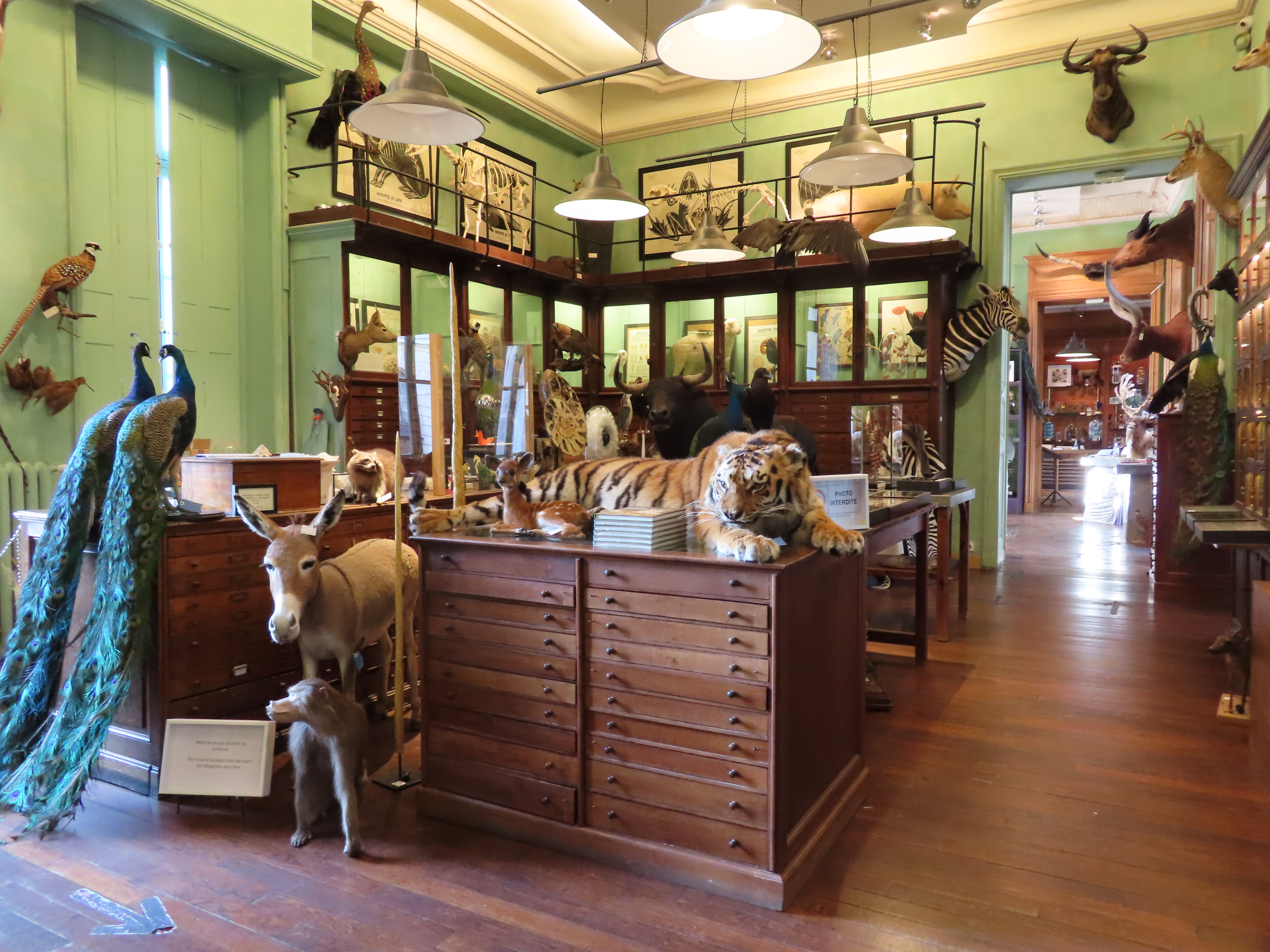
Magasin Deyrolle (premier étage).

### Incendie de 2008
Dans la nuit du 1er février 2008, la maison, boutique-musée et cabinet de curiosités, est ravagée par un incendie, vraisemblablement dû à un court-circuit et maîtrisé au bout de deux heures, qui détruit toutes les collections de papillons et d'insectes ainsi qu'une grande partie des animaux naturalisés (zèbre, alligators, gazelle, ours, lion, crustacés et tortues). Le 15 mai 2008, la façade est nettoyée et deux salles du premier étage rouvertes. À l'automne 2009, la maison Deyrolle rouvre ses portes grâce notamment à l'aide d'un collectif d'artistes rassemblé autour du propriétaire.
Quelques artistes ayant contribué au sauvetage de Deyrolle :
Jan Fabre - Nan Goldin - Jacques Grange - Karen Knorr - Marie-Jo Lafontaine - Claude Lalanne - François-Xavier Lalanne - Pierre Alechinsky - Yann Arthus-Bertrand - Miquel Barcelo - Pascal Bernier - Laurent Bochet - Sophie Calle - Johan Creten - Marc Dantan - Nicolas Darrot - Mark Dion - Bettina Rheims - Bernar Venet - Huang Yong Ping.

## Pédagogie

### Planches anciennes
La maison Deyrolle est connue pour ses planches pédagogiques. C’est vers 1871 qu’Émile Deyrolle développe tout ce qui concerne le matériel d’enseignement, les modèles anatomiques en staff, les pièces de biologie, et surtout l’édition de planches murales colorées. Ces planches enseignent les « leçons de choses », la botanique, la zoologie, l’entomologie, la géographie, l’anatomie humaine, l’instruction civique, la physique, la chimie, la géologie, la minéralogie, la biologie, etc.

« L’Éducation par les yeux est celle qui fatigue le moins l’intelligence, mais cette éducation ne peut avoir de bons résultats que si les idées qui se gravent dans l’esprit de l’enfant sont d’une rigoureuse exactitude. »

— Émile Deyrolle

### Deyrolle pour l'Avenir
En 2007, Louis Albert de Broglie relance l’édition de nouvelles planches pédagogiques autour des enjeux environnementaux et sociétaux contemporains. C’est le début d’une nouvelle collection de planches pédagogiques publiées sous le nom de Deyrolle pour l’Avenir (DPA). Ainsi, on trouve des planches sur le développement durable, le changement climatique, l’énergie éolienne, les espèces en danger, etc.

## Savoir-faire

### Taxidermie
Deyrolle est une référence dans le domaine de la taxidermie. On y trouve oiseaux, fauves et animaux de tous les continents. Chez Deyrolle, à quelques exceptions près, aucun animal n’a été tué pour être naturalisé : les animaux d’espèces non domestiques proviennent de zoos, parcs, dans lesquels ils sont morts de vieillesse ou de maladie. Ils ont une traçabilité, et les espèces protégées sont détenues et livrées dans le respect de la Convention de Washington (CITES).

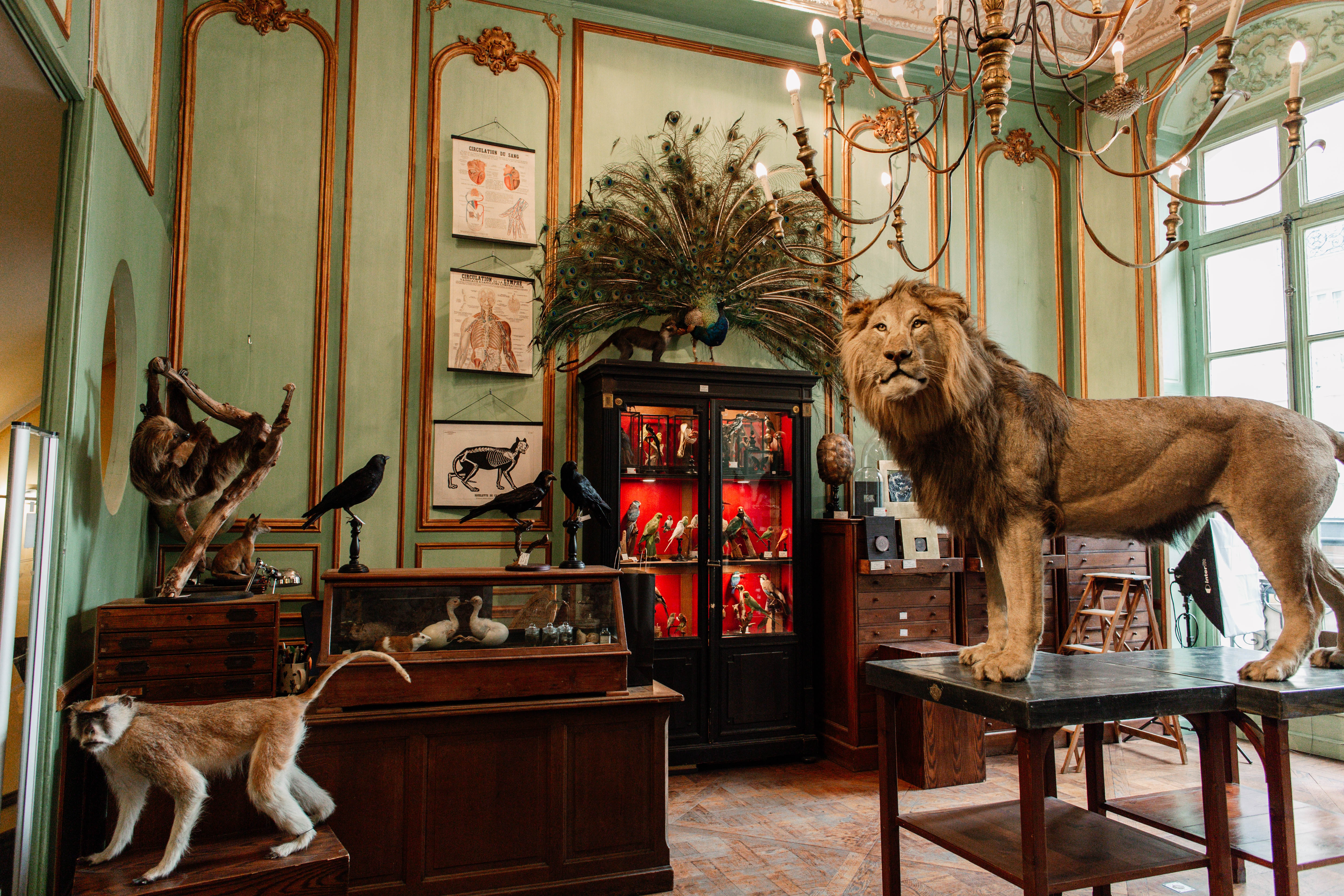
Taxidermie d'animaux exotiques (Magasin Deyrolle).

### Entomologie
Deyrolle est également connu pour ses collections d’insectes. Les tiroirs de la salle d’entomologie sont remplis de papillons colorés, coléoptères, et autres insectes. Dans la salle d’entomologie, on peut parfois observer les experts travaillant à l’étalage minutieux des insectes.

## Art
Le but premier de Deyrolle était d’enseigner les sciences naturelles aux élèves et étudiants, mais Deyrolle attirait également une clientèle d’artistes : les surréalistes André Breton et Salvador Dalí, les peintres Bernard Buffet et Mathieu, les écrivains Louise de Vilmorin et Théodore Monod ont compté parmi ses habitués, tandis que bien d'autres s'arrêtaient régulièrement devant ses vitrines, tel Raymond Queneau.

### Deyrolle et les artistes aujourd'hui
Aujourd'hui, Deyrolle poursuit cette proximité avec les artistes et la boutique accueille régulièrement dans ses salons des expositions d’artistes et des événements : Bettina Rheims, Éric Sander ou encore Charwei Tsai ont été exposés dans les salles de Deyrolle. En 2005, Nolwenn Leroy choisit Deyrolle comme écrin pour les visuels de son album Histoires naturelles et le clip du single Histoire naturelle. Woody Allen investit l’espace en juillet 2010 pour son film Midnight in Paris, et Wes Anderson est un grand fan de la boutique.
Deyrolle développe aussi des partenariats avec des artistes. On peut citer Aurèle ou Damien Hirst, par exemple. 

### Expositions
Quelques expositions récentes : 
- Exposition Deyrolle x Johnny Depp, « Paciderm », une œuvre inédite créé en exclusivité pour Deyrolle
- Isabel Bisson Mauduit, lauréate du prix Deyrolle au SBA « Au printemps suivant » (2025)
- Deyrolle, « Leçons d'anatomie » (2024 et 2025)
- Benjamin Lacombe, « Monsieur le Lapin Blanc » (2024)
- Béatrice Meunier-Déry, « Le Silence autour du buisson » (2024)
- Deyrolle et Le Petit Prince, « Dessine-moi ta planète à Besançon » (2024)
- François Raison, « Cyanotypes » (2024)
- Esteban Fuentes Di Maria, « Âge de pierre » (2023)
- Codex Urbanus, « Bestiaire urbain » (2019)
- Aude Franjou et Olivia Tregaut, « Matières sauvages » pour Révélations 2019
- Claire Morgan, « Losses » (2018)
- Amandine Freyd, « Dinosauria » pour Festival Photo Saint Germain 2018
- Frédérique Morrel, « Chassed from Paradise for more perdition » pour Paris Design Week 2018
- French May à Hong Kong, « Cabinets of Curiosities - From the Natural Sciences to the Art of Nature » (2018)
- Miki Nakamura, « Mer et Mère » (2017)
- Muriel Pénicaud, « Wind Under the Wings » (2017)
- Benoit Fougeirol, « Botanic » pour Festival Photo Saint Germain 2016
- Luc Labenne, « Météorites » (2016)
- Gregor Torzs, « A la croisée des mondes » (2016)
- Takeshi Shikama, « Garden of Memory : Animals and Plants » pour Festival Photo Saint Germain 2015[5].
- Jonathan F. Kugel reunit trois artistes avec « Trophies » : James Webster, Dan Glasser, Juliette Seydoux, inspirée par la condition des rhinocéros. (2015)[6]
- Camille Renversade, « Histoires surnaturelles »[7]
- Damien Hirst, Le Cabinet de Curiosités, « Signification (Hope, Immortality and Death in Paris, Now and Then) » (2014)[8]
- Alain Fouray, « Panache » (2014)[9]
- Caroline Rennequin, « Cheptel des vanités » (2014)[10]
- Jean-Luc Maniouloux, « Impacts » (2012)[11]
- Louis de Torhout, « Cires Botaniques : l’Art et la matière » (2012)[12]

### Publications
- Réédition "Les Tomates du Prince Jardinier" (Michel Lafon, 2025)
- Deyrolle Leçons d'anatomie (Albin Michel, 2024)
- La nature retrouvée, Biodiversité et HLM (Gallimard, 2024)
- Mon cabinet de curiosités, Le Petit Nicolas et Deyrolle (Imav Editions, 2023)
- Leçons de choses et autres curiosités naturelles (Michel Lafond, 2022)
- Mon grand livre d'animaux, la zoologie par Deyrolle (Editions Gründ, 2022)
- Tout un monde d'animaux, un livre-jeu Deyrolle (Editions Gründ, 2022)
- Dessine-moi ta planète, Deyrolle et le Petit Prince (Actes-sud, 2021)
- Mon grand livre d'images Deyrolle ((Editions Gründ, 2021)
- Nourrir la Planète (Hoëbeke, 2018)
- Deyrolle, un cabinet de curiosités parisien (Flammarion, 2017)
- Deyrolle à la croisée des savoirs (Editions de la Martinière, 2015)
- Deyrolle pour l'Avenir, Comprendre la terre (Hoëbeke, 2015)
- Deyrolle pour l'Avenir, Redessiner le monde (Hoëbeke, 2015)
- Almanach perpétuel (Gallimard, 2015)
- Nature et Coloriages Deyrolle (Éditions PlayBac, 2015)
- Deyrolle, à la croisée des Savoirs (Éditions de La Martinière, 2015)
- Comprendre la Terre (Hoëbeke, 2014)
- Créatures Fantastiques Deyrolle (Plume de Carotte, 2014)
- Imagier Deyrolle (Gallimard Jeunesse, 2013)
- Les Grands Livres d’Activités Deyrolle 1 et 2 (Gallimard Jeunesse, 2012 et 2013)
- Calendriers Deyrolle 2012, 2013 et 2014
- Leçons de choses tomes 1 et 2 (Michel Lafon, 2010 et 2013)
- L’École de la Nature par Yves Paccalet (Hoëbeke 2004)